# Aeroporto de Arraias
O Aeroporto de Arraias é um aeroporto localizado em Arraias, no estado de Tocantins, Brasil. Situa-se a 2 km de distância do centro.
É dedicado à aviação geral.